# Saint-Evroult-Notre-Dame-du-Bois
Saint-Evroult-Notre-Dame-du-Bois è un comune francese di 480 abitanti situato nel dipartimento dell'Orne nella regione della Normandia.
Il suo territorio ospita le sorgenti del fiume Charentonne.

## Società

### Evoluzione demografica
Abitanti censiti